# Plagiothecium zerovii
Plagiothecium zerovii là một loài rêu trong họ Plagiotheciaceae. Loài này được (Lazarenko) Q. Zuo mô tả khoa học đầu tiên năm 2011.